# Abraham Zapruder
Abraham Zapruder (Kovel', 15 maggio 1905 – Dallas, 30 agosto 1970) è stato un sarto ucraino naturalizzato statunitense di origine ebraica, divenuto celebre per aver ripreso con una cinepresa 8 millimetri il corteo presidenziale di John Fitzgerald Kennedy a Elm Street nel momento dell'omicidio del presidente degli Stati Uniti.
Cinque anni dopo la morte di Zapruder la testata Life restituì i diritti alla sua famiglia, mentre l'originale del filmato finì, per essere conservato con maggior cura, negli Archivi Nazionali. La diffusione pubblica del filmato di Zapruder avvenne nel 1975, durante la trasmissione Good Night America di Geraldo Rivera. Il 3 agosto 1999 il Dipartimento di Giustizia diede 16 milioni di dollari a beneficio degli eredi di Zapruder per l'acquisizione da parte del governo statunitense del documento.

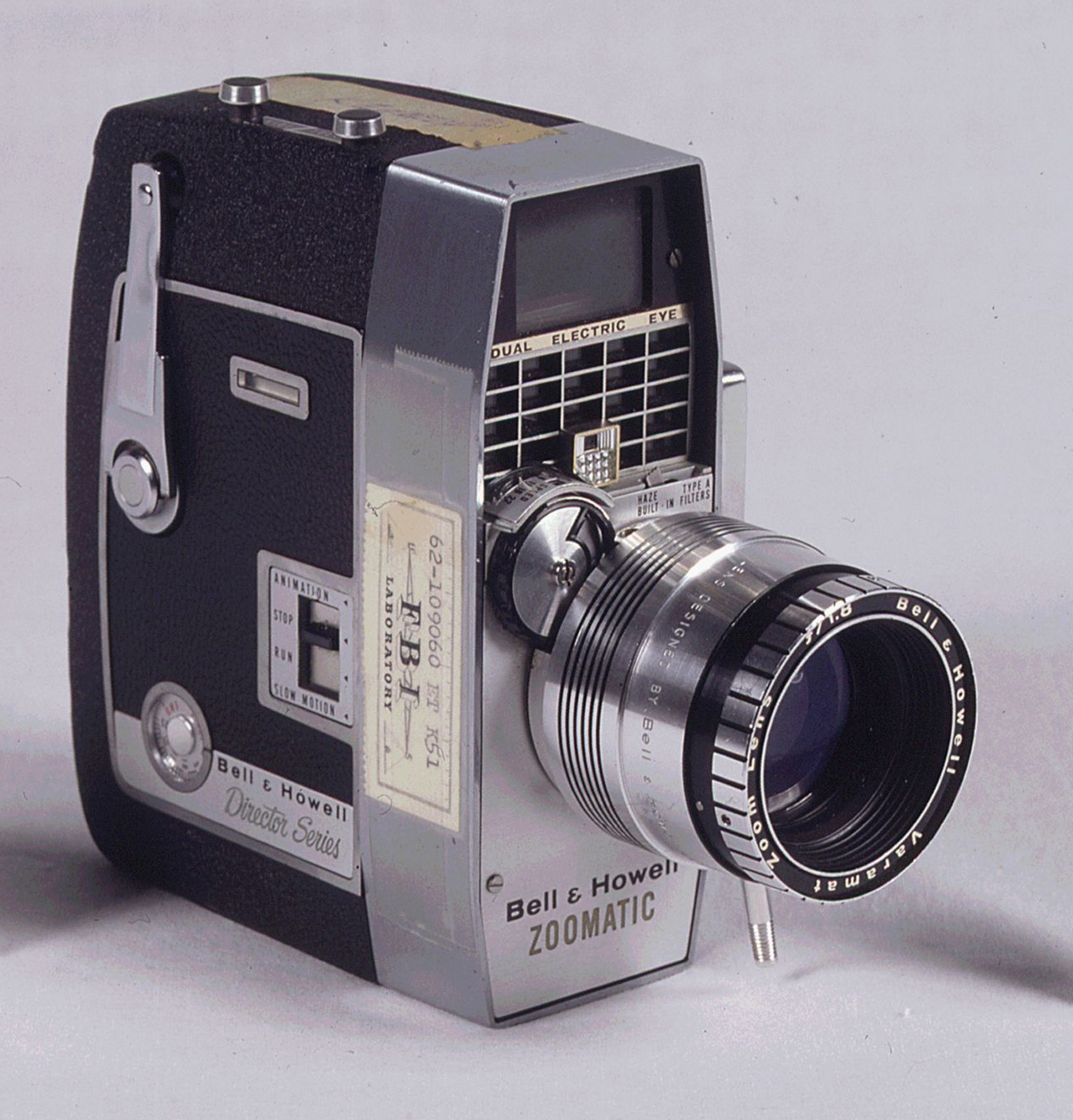
La cinepresa di Abraham Zapruder, oggi conservata negli US National Archives.

## Biografia

### Origini e formazione
Nato nell'Impero russo ed emigrato negli Stati Uniti d'America a Brooklyn nel 1920, trovando lavoro a New York come assistente di un sarto e successivamente nel 1941 si trasferì a Dallas nel Texas per lavorare per la Nadir una società specializzata in abbigliamento sportivo. Nel 1949 fondò la Jennifer Juniors, una ditta di confezione di abiti creata con il socio Irwin Schwartz che, nel 1963, impiegava tre persone e aveva sede al 501 di Elm Street, al quinto e al sesto piano del Dal-Tex Building, il palazzo costruito accanto al Texas School Book Depository.

### Le riprese dell'omicidio Kennedy
La mattina del 22 novembre 1963, Zapruder andò al lavoro e, pur sapendo della parata presidenziale che gli sarebbe passata sotto l'ufficio, decise di non portare con sé la sua cinepresa, una Bell&Howell Zoomatic Director Series otto millimetri modello 414 PD. Fu una sua impiegata, Marilyn Sitzman, a convincerlo a tornare a casa per prenderla in modo da poter filmare il corteo del presidente per mostrarlo ai figli e ai nipoti. Sceso in Dealey Plaza con la Sitzman, Zapruder si mise alla ricerca del miglior luogo da cui filmare e lo individuò in cima al terrapieno sul lato destro di Elm Street, su un muretto di cemento, e decise di salire là sopra per fare le riprese. In ventidue secondi (altri quattro che compongono i ventisei totali non riguardano il corteo presidenziale) impressi su una pellicola 8 millimetri Abraham Zapruder filmò la scena.

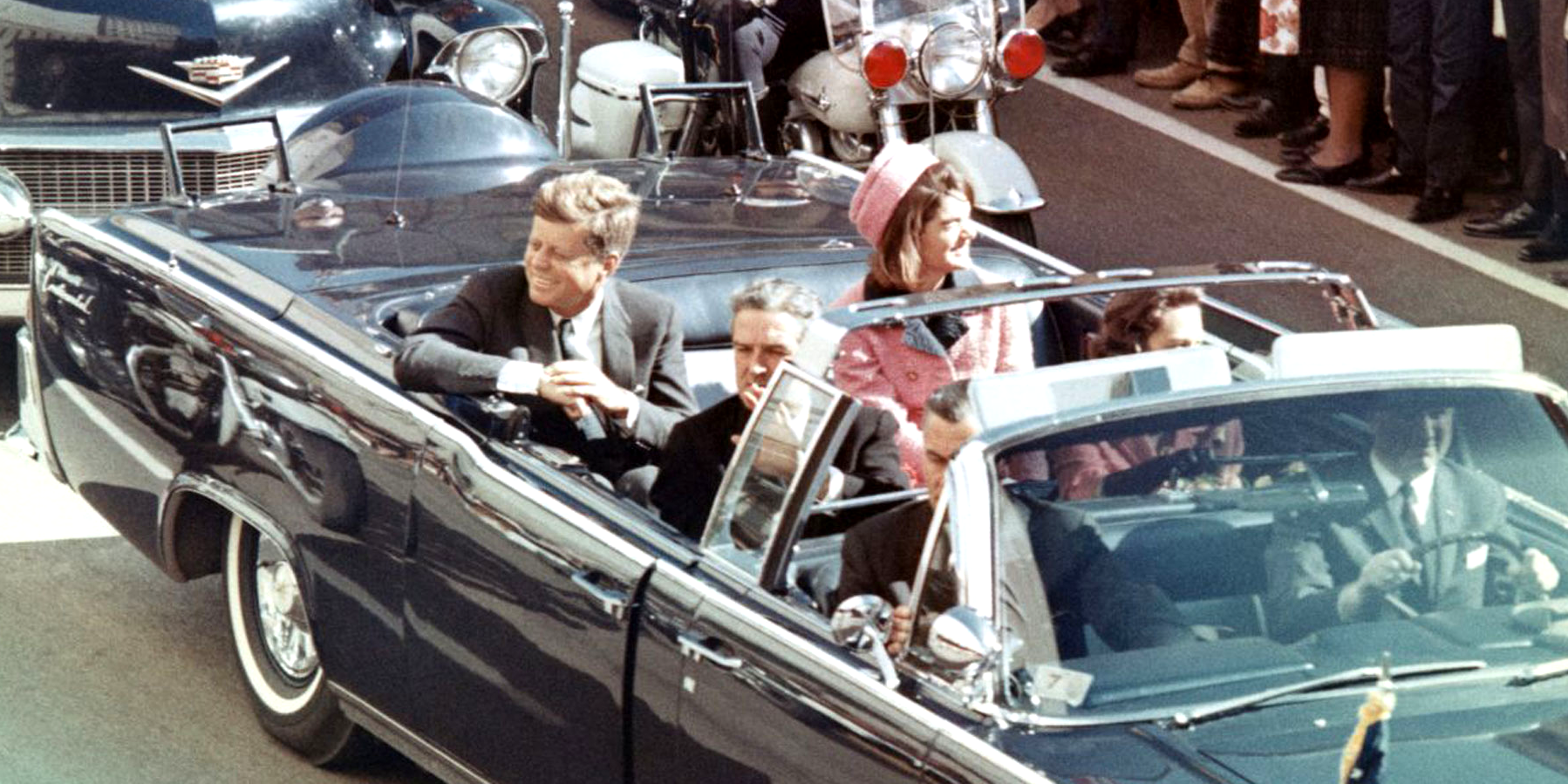
JFK nella limousine a Dallas, pochi secondi prima di essere colpito.

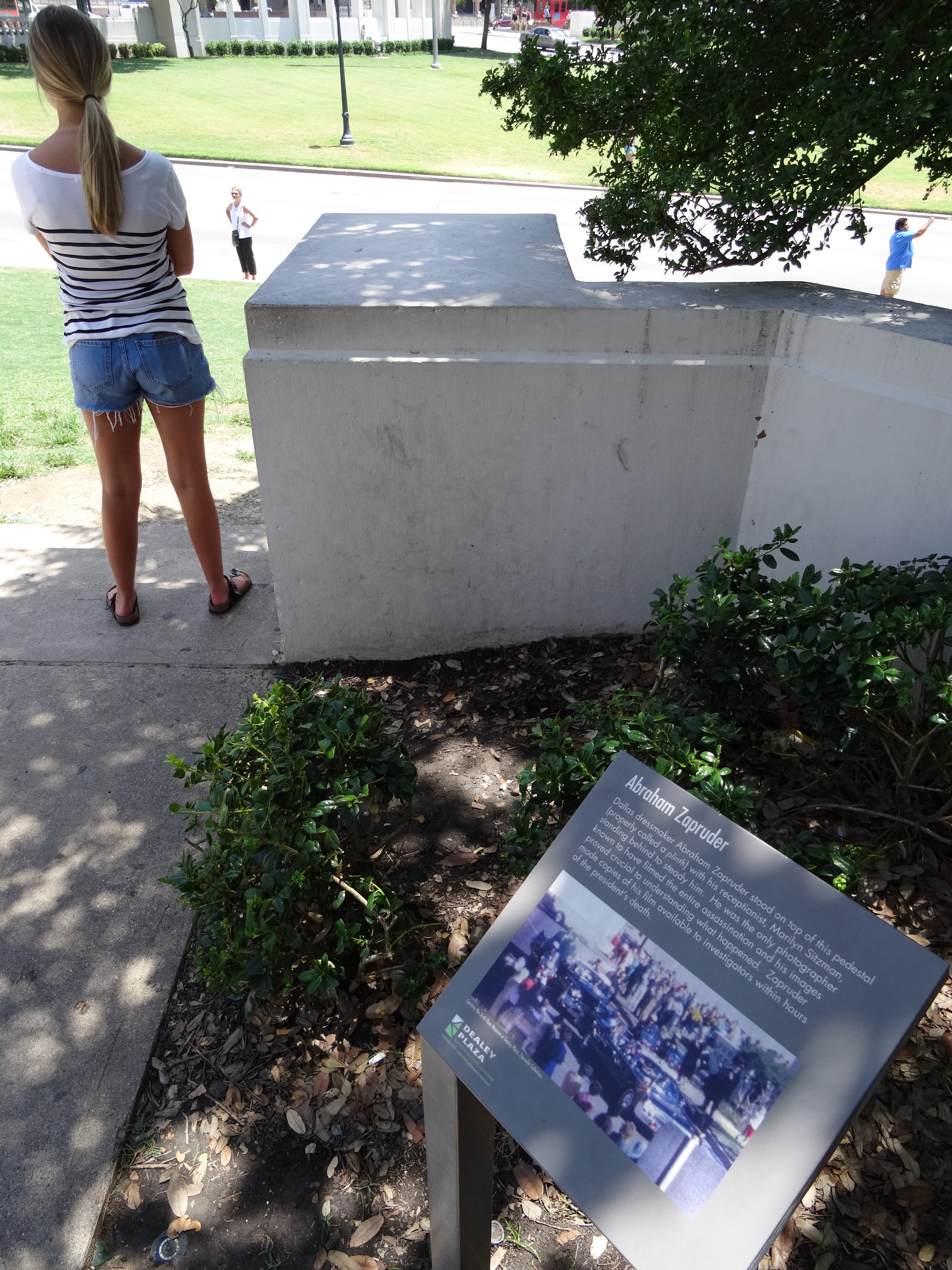
Targa commemorativa situata nel punto esatto da dove Zapruder filmò l'assassinio di Kennedy

Accortosi della tragedia che aveva appena documentato Zapruder tornò verso il suo ufficio, passando davanti all'entrata del deposito dei libri da cui erano partiti gli spari. Nel breve tragitto incontrò Harry McCormick, giornalista del Dallas Morning News, e gli raccontò di aver ripreso l'attentato. McCormick si mise d'accordo per andarlo a trovare nel pomeriggio in ufficio, ma si premurò di informare immediatamente della cosa Forrest Sorrels, un agente del servizio segreto di Dallas. Schwartz, il socio di Zapruder, telefonò in ufficio pochi minuti dopo l'attentato e parlò con la segretaria. Si fece passare Zapruder che, in lacrime, gli disse: «Irwin, ho filmato tutto. Ho visto la sua testa esplodere!».
Schwartz si precipitò in ufficio e, poco dopo, arrivarono anche McCormick e Sorrels. Insieme a due poliziotti del dipartimento di Dallas si recarono alla redazione del Dallas Morning News poiché McCormick era certo che l'ufficio disponesse dell'apparecchio per riprodurre il nastro. Invece non era così, quindi i quattro, accompagnati dagli agenti, si recarono nel palazzo accanto, quello della rete televisiva WFAA. Non appena arrivò, Zapruder fu fatto sedere accanto al direttore delle news di WFAA Jay Watson e intervistato in diretta televisiva. Zapruder raccontò ciò che aveva visto attraverso la lente della cinepresa. Disse di aver sentito un colpo e, poco dopo, un altro sparo o altri due. Alla fine dell'intervista McCormick disse che solamente la Kodak poteva sviluppare il filmino e fu costretto a tornare in città alla notizia dell'arresto di un sospetto, Lee Harvey Oswald.
Poco dopo, nello stabilimento della Kodak a Dallas, Zapruder e Schwartz videro per la prima volta il filmato, aiutati da un impiegato di nome Phil Chamberlain e alla presenza di una decina di persone della Kodak. Furono fatte tre copie del filmato, due delle quali furono consegnate dallo stesso Zapruder, la sera del 22 novembre, agli agenti del servizio segreto presso la centrale di polizia di Dallas.

### La disputa sul filmato
Nel pomeriggio del 22 novembre, però, si erano già mossi gli organi di stampa intenzionati ad acquisire i diritti del filmato e il più veloce fu Richard Stolley, un dirigente della casa editrice proprietaria del periodico Life. La mattina del 23 novembre 1963 Stolley si recò nell'ufficio del sarto e trattò la cessione dei diritti e per 50 000 dollari vennero acquisiti i diritti per riprodurre i fotogrammi del filmato, mentre il giorno successivo l'editore di Life, C.D. Jackson pagò a Zapruder altri 150 000 dollari, per acquistare anche i diritti di riproduzione televisiva e cinematografica. Fu ancora Stolley a trattare con Zapruder e da questa trattativa scaturì un fatto spesso interpretato come “copertura di un complotto”. In realtà non corrisponde al vero, che il filmato sia stato nascosto agli occhi della pubblica opinione per non doversi arrendere all'evidenza di una cospirazione, anche perché le immagini non mostrano l'esistenza di due o più sparatori in Dealey Plaza e quindi si trattò di un accordo economico privato tra il proprietario del filmato e un editore.

### Gli ultimi anni e la morte
I fotogrammi più significativi furono pubblicati dalla rivista Life il 29 novembre 1963. Fu poi C.D. Jackson che ritenne, autonomamente e in maniera opinabile, il pubblico non pronto a vedere le immagini e decise di conservare per qualche anno la pellicola negli archivi della Time-Life Corporation, limitandosi a pubblicare quei fotogrammi, che non mostravano l'esplosione del cranio del presidente. Zapruder donò immediatamente 45 000 dollari alla vedova del poliziotto J.D. Tippit, l'agente ucciso - secondo le inchieste seguite all'attentato - da Lee Harvey Oswald pochi minuti prima del suo arresto. Zapruder testimoniò innanzi alla commissione Warren sulle indagini per l'omicidio del presidente, e anche nel procedimento riguardante Clay Shaw nel 1969, e poco dopo morì di cancro il 30 agosto 1970.